# Drawing days
『Drawing days』（ドローイング・デイズ）は、SPLAYの2枚目のシングルである。

## 概要
前作から6か月でのシングルとなる。

## 収録曲
1. Drawing days
作詞/作曲：向井隆昭 編曲：SPLAY
  - 『家庭教師ヒットマンREBORN!』の1stオープニングテーマ
2. Neo universe
作詞/作曲：向井隆昭 作曲：片岡大志、SPLAY

## カバー
- 明坂聡美 - カバーソングプロジェクト「CrosSing」にてカバー。2025年1月8日に「Drawing days from CrosSing」として配信リリース。